# Andonis Manitakis
Andonis Manitakis, grec. Αντώνης Μανιτάκης (ur. 23 maja 1944 w Salonikach) – grecki prawnik i nauczyciel akademicki, profesor, minister spraw wewnętrznych (2012, 2015), minister ds. reformy administracji (2012–2013).

## Życiorys
Ukończył studia prawnicze na Uniwersytecie Arystotelesa w Salonikach, kształcił się następnie na Université Libre de Bruxelles. Doktorat z zakresu prawa uzyskał w 1974. Jako nauczyciel akademicki związany z macierzystą uczelnią, w 1982 objął stanowisko profesora prawa konstytucyjnego na Uniwersytecie Arystotelesa w Salonikach, które zajmował do 2011. W 2012 został profesorem emerytowanym. Pełnił funkcję dziekana wydziału prawa (1989–1991) oraz kierownika katedry prawa publicznego i nauk politycznych (1989–1990). Wykładał także na uczelniach we Francji i Włoszech, a w 2014 objął stanowisko dziekana szkoły prawa na prywatnym Uniwersytecie Neapolis w Pafos na Cyprze.
Od 1997 do 1999 był wiceprzewodniczącym ESR, niezależnego greckiego regulatora rynku radiowo-telewizyjnego. Od maja do czerwca 2012 sprawował urząd ministra spraw wewnętrznych w technicznym rządzie Panajotisa Pikramenosa. Pozostał następnie w składzie rządu Andonisa Samarasa jako minister ds. reformy administracji, stanowisko to zajmując do czerwca 2013. Od sierpnia do września 2015 ponownie kierował resortem spraw wewnętrznych w tymczasowym rządzie Wasiliki Tanu.